# ソフィア・ミロス
ソフィア・ミロス（Sofia Milos,1969年9月27日 - ）は、スイス・チューリッヒ生まれのイタリアの女優。

## 略歴
父親はイタリア人で母親はギリシア人。イタリア語・ドイツ語・英語・ギリシャ語・フランス語・スペイン語を話す。
1990年代初めからテレビシリーズに端役で出演していたが、最近は『CSI:マイアミ』の刑事役で注目されている。

## 主な出演作品
- ザ・ソプラノズ 哀愁のマフィア The Sopranos (2000) ゲスト
- ファイナル・レジェンド 呪われたソロモン The Order (2001)
- ラブ・アクシデント Passionada (2002)
- CSI:マイアミ CSI: Miami (2003-2007)